# Sport à Anvers

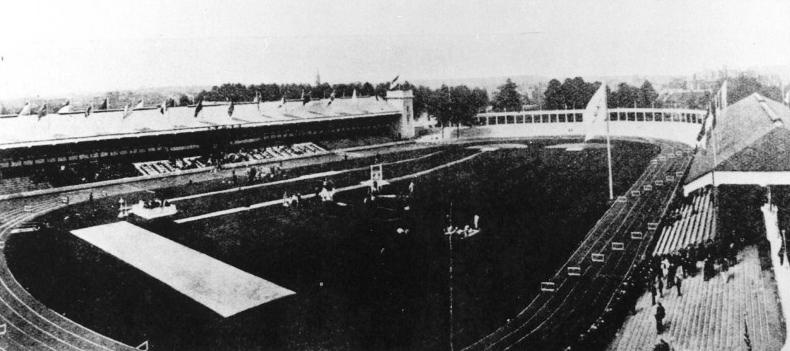
Stade olympique d'Anvers en 1920.

Première ville en Belgique en termes de population, reconnu comme étant la capitale mondiale du Diamant et ayant l'un des plus gros port d'Europe. Anvers est, du fait de sa position, une ville incontournable dans de nombreux domaines, y compris en sport. 
Capitale européenne du sport en 2013, la Métropole s'est vu être le lieu d'accueil d'importants évènements sportifs d'envergure internationaux. Le plus notable reste sans aucun doute l'organisation des Jeux olympiques en 1920. Outre la septième olympiade, la ville accueilli les Olympiades ouvrières en 1937, une demi finale de l'Euro de football en 1972, l'Euro de hockey sur gazon féminin et masculin en 2013 ou encore le Final Four de la Ligue des champions de basket-ball en 2019. Au niveau annuel, depuis 2016, Anvers est le lieu de départ d'un monument du cyclisme, le Tour des Flandres.
Cette attache sportive est également marquée par le nombre important de club mais surtout de grands clubs dans la ville. Ainsi, le football anversois a et, est encore aujourd'hui marqué par deux formations : l'Antwerp et le Beerschot. Les Giants Antwerp représente la ville en basket-ball. En handball, c'est le KV Sasja HC et l'Olse Merksem HC qui représente la Métropole chez les hommes tandis que le HV Uilenspiegel Wilrijk et le DHW Antwerpen font de même chez les femmes. Sport particulièrement populaire en Belgique, Anvers est également présent en hockey sur gazon avec, comme en football, le Beerschot et l'Antwerp HC. Il convient également de citer le Futsal Topsport Antwerpen en Futsal, l'Antwerp Phantoms en hockey-sur-glace, les Antwerp Ladies VT en Volley-ball, les Antwerp Diamonds en football américain, les Borgerhout Squirrels en base-ball ou encore le KAZCS en Waterpolo.

## Jeux olympiques de 1920
Anvers est désignée ville hôte lors de la 17e session du Comité international olympique le 5 avril 1919 à Lausanne. ils furent décernées à la ville belge pour rendre hommage aux souffrances infligées à la population belge durant la guerre. 
Ces jeux sont marqués par l'apparition de deux symboles olympiques, le drapeau olympique qui fut hissé pour la première fois lors de la cérémonie d'ouverture et le serment olympique qui fut prononcé le 14 août 1920, l’escrimeur belge Victor Boin est désigné porte-parole des athlètes et a la charge de prêter serment en levant la main devant le roi Albert Ier de Belgique, les membres du CIO et les 35 000 spectateurs du stade olympique. Le texte était le suivant : « Nous jurons que nous nous présentons aux Jeux olympiques en concurrents loyaux, respectueux des règlements qui les régissent et désireux d'y participer dans un esprit chevaleresque pour l'honneur de nos pays et la gloire du sport ».

## Principaux clubs d'Anvers
Les clubs cités évoluent au plus haut niveau de leur sport, soit en division 1.
| Club                                              | Sport              | Fondé en | Ligue              | Stade                     |
| ------------------------------------------------- | ------------------ | -------- | ------------------ | ------------------------- |
| Clubs masculins                                   |                    |          |                    |                           |
| Antwerp Giants                                    | Basket-ball        | 1995     | BNXT League        | Lotto Arena               |
| Royal Antwerp Football Club                       | Football           | 1880     | Pro League         | Bosuilstadion             |
| Koninklijke Beerschot Voetbalclub Antwerpen       | Football           | 1921     | Pro League         | Stade olympique d'Anvers  |
| Koninklijke Vereniging SASJA Handbal club Hoboken | handball           | 1958     | BeNe League        | Sportcomplex Sorghvliedt  |
| Olse Merksem Handbal Club                         | handball           | 1958     | Division 1         | Sportcentrum De Rode Loop |
| Antwerp Hockey Club                               | hockey sur gazon   | 1923     | Audi Hockey League | ?                         |
| Royal Beerschot Hockey Club                       | hockey sur gazon   | 1900     | Audi Hockey League | ?                         |
| Phantoms Deurne                                   | hockey sur glace   | 1972     | Division 1         | Ijsbaan Ruggerveld        |
| Antwerp Diamonds                                  | Football américain | ?        | Division 1         | ?                         |
| Futsal Topsport Antwerpen                         | Futsal             | ?        | Division 1         | ?                         |
| Clubs féminins                                    |                    |          |                    |                           |
| Dames Hoboken Wilrijk Antwerpen                   | handball           | 2004     | Division 1         | Sportcomplex Sorghvliedt  |
| Handbal Verniging Uilenspiegel Wilrijk            | handball           | 1947     | Division 1         |                           |

### Clubs omnisports
- Olse Merksem
- Beerschot

## Infrastructure
- Pistes d'athlétisme [3].
  - Rode Loop à Merksem
  - Atletiekpiste ZWAT à Anvers centre
  - Atletiekpiste AVKA à Anvers centre
  - Het Rooi à Berchem
  - Piste Duffel à Duffel
  - CittA Antwerp Urban Trail à Anvers centre
- Stades 
  - Bosuilstadion à Anvers centre (16 649 places)
  - Stade Ludo-Coeck à Berchem (13 607 places)
  - Stade olympique d'Anvers à Anvers centre (12 771 places)
  - Rivierenhof à Borgerhout (4 012 places)
  - Maccabi à Anvers centre (2 400 places)
  - Stade Jef-Mermans à Merksem (1500 places)
- Salle
  - Palais des sports d'Anvers à Merksem (15 089 places)
  - Lotto Arena à Merksem (5 218 places)
  - Arenahal à Deurne (1 350 places)
  - Sportcomplex Sorghvliedt à Anvers centre (950 places)
  - Sportcentrum De Rode Loop à Merksem (321 places)
  - Sporthal de Bist à Wilrijk (? places)
  - Sporthal Kiel à Hoboken (? places)
  - Sporthal Luysbekelaar à Borgerhout (? places)
- Patinoire 
  - Ruggeveld Ijsbaan à Deurne (1 200 places)

## Athlétisme
On trouve beaucoup d'infrastructures destinées à l'athlétisme à Anvers, avec six pistes pour sept clubs. Parmi les grands athlètes anversois, on peut citer Tia Hellebaut, médaillé d'or aux Jeux olympiques d'été de 2008 en saut en hauteur.
- Atletiekclub Break ou ACBR
- Antwerp Brabo ou BRAB
- K Beerschot VAC ou BVAC
- Duffel AC ou DUFF
- Hobokense Atletiek Impuls ou HAKI
- Olse Merksem ou OLSE
- Duffel AC ou HAKI

.

### Athlètes
- Tia Hellebaut: médaillé d'or aux Jeux olympiques d'été de 2008 en saut en hauteur.

### Événement
- Jeux olympiques de 1920.

## Baseball
On trouve trois équipes évoluant en division 1, le Royal Greys BSC qui est un des clubs pouvant revendiquer le titre, comptant déjà quatre titres de champion nationale et les deux autres clubs la ville sont le Hoboken Pioneers, comptant quant à lui trois titres, et le K. Deurne Spartans.
- Royal Greys BSC (évolue en D1 Belge)
- K. Borgerhout Squirrels (évolue en D1 Belge)
- K. Deurne Spartans (évolue en D1 Belge)
- Royal Antwerp Eagles (évolue en D2 Belge)
- Hoboken Pioneers (évolue en D2 Belge)

### Événement
- Organisation de l'Euro 1920
- Organisation de la finale de la Coupe d'Europe de baseball en 1967 et en 1990

## Basket-ball
Les Antwerp Giants sont le seul club de basket-ball masculin de la ville d'Anvers à évoluer en première division (Belgique + Pays-Bas). Les Giants comptent 1 titre de champion de Belgique et 5 Coupes de Belgique à leur palmarès depuis leur création en 1995.
- Antwerp Giants (évolue en D1) (Belgique + Pays-Bas)
- Sint Jan Antwerpen BC (évolue en D2 Belge)
- Soba Antwerpen (évolue en D2 Belge)
- Gembo Borgerhout (évolue en D2 Belge)

### Événement
- Organisation de la finale de la Coupe d’Europe des clubs champions en 1971 et en 1975

## Football

### 1880-1920: Les débuts
C'est en 1880 qu’apparaît le premier club de football dans la Métropole, l'Antwerp Athletic Club (actuel Royal Antwerp Football Club), considéré comme le plus ancien club de Belgique et à ce titre il est porteur du matricule 1, chiffre représenté sur le blason du club, il est souvent surnommé The great old (le plus vieux) ou plus basiquement l'Antwerp, le club dont la principale couleur est le rouge.
Plus tard, en 1899, un autre club apparait dans la ville portuaire, il s'agit du Beerschot Athletiek Club, poteur du matricule 13, surnommé Kielratten (les rats du Kiel), Kielmen ou encore de Beeren (les Ours), porteur de mauve et de blanc comme couleur.
Tandis qu'un peu après le début du siècle, le K Berchem Sport voit aussi le jour, en 1906, sous forme de club d'athlétisme et en 1908 comme club de football.
Porteurs du matricule 28, ils sont surnommés de Leeuwen van 't stad (Les lions de la ville) et arborent le jaune et le noir comme couleur, le Football Club Germinal Ekeren fit également son apparition en 1920, dont les couleurs sont le jaune et le rouge.
D'autres équipes sont apparues et apparaitront dans la ville d'Anvers, mais ce sont ces quatre principaux clubs qui mettront le plus souvent la Métropole sous les feux des projecteurs du football belge et parfois européen.
Et ce fut bien entendu le matricule 1, qui représenta Anvers en division 1, il faillit même être le premier champion de l'histoire du football belge mais fut le premier dauphin du football belge laissant la place de numéro 1 au Football Club Liègeois, finissant troisième les deux saisons suivantes, l'Antwerp finit par céder du terrain aux autres clubs, principalement bruxellois jusqu'à se faire reléguer en 1900.

### 1920-1945: Période faste des Anversois
1900, une année où le sort fut diffèrent pour le Beerschot AC qui fut quant à lui promu dans cette division d'honneur et fut aussi bien que l'Antwerp AC lors de la première édition de cette compétition puisqu'il termine deuxième, une place de dauphin du RC Bruxelles.
Le Beerschot ne fut pas pour longtemps les seuls anversois en Division d'honneur, en effet l'Antwerp retrouva l'élite lors de la saison 1901/1902, une saison commune qui voit les Ours qualifiés au Tour final, deuxième dans la série Anvers-Bruxelles-Flandres juste devant l'Antwerp, troisième et non qualifié.
Les saisons qui suivirent virent la suprématie bruxelloise avec les clubs du Racing, Daring et de l'Union mais les clubs flamands vont commencer à se révéler juste après la Première Guerre mondiale puisque même si les clubs de la capitale restent présent et continuent à remporter des sacres, les clubs flamands à l'instar des deux formations brugeoises (le Cercle brugeois et le Club brugeois) en sont la preuve mais aussi des clubs anversois et plus particulièrement du Beerschot AC, puisque le matricule 13 remporte son tous premier titre de Champion de Belgique lors de la saison 1921-1922 et même si le titre est laissé à Saint-Gilles la saison suivantes, saison marqué par la venue du Berchem Sport en DH, les anversois reviennent de plus belles les saisons suivantes puisque le Beerschot inscrit un triplé en étant donc champion trois saisons consécutives entre 1924 et 1926, tandis qu'un cinquième titre vient s'ajouter en 1928, des années folles de bonnes augure pour les rats du Kiel.
La saison 1928/1929 est une saison à marquer d'un pierre blanche pour le football anversois, en effet alors que les ours sont premiers en ce début de championnat, le matricule 1 leur chipe leur couronne de leader, une couronne conservée pendant seize journées avant que le Beerschot ne l'a reprenne jusqu'à la fin du championnat, une première place qui fut tout de même partagée avec l'Antwerp, le Beerschot n'est premier que grâce à une meilleure différence de buts.
Ainsi pour départager les deux formations de la Métropole et savoir qui se trouve sur le toit de la Belgique, un test-match est organisé dans la ville de Malines, dans le stade du Racing Club de Malines, un match que l'Antwerp remporte et avec ça, son premier sacre de Champion de Belgique, un exploit que l'Antwerp rééditera deux ans plus tard.
Tandis que le Beerschot signa un doublé en remportant le titre lors des saisons 1937/1938 et 1938/1939, soit un septième sacre, un titre de 1939 qui sera d'ailleurs le dernier titre de Champion de l'histoire du Beerschot AC.
Quant à l'Antwerp, il regagna un troisième titre en 1944.

### 1945-1993: les Anversois à la traîne
Après la Seconde Guerre mondiale, les formations anversoise se font plus discrètes, car l'après fut synonyme du début du règne du Royal Sporting Club d'Anderlecht mais aussi du Royal Standard Club de Liège au sein de l'élite.
Pourtant un club anversois essayera de percer sans y réussie et ce n'est ni le Beerschot, ni l'Antwerp mais R. Berchem Sport qui fut dauphin à trois fois consécutives d'Anderlecht, en 1948, en 1949 et en 1950 où les lions de la ville termina cette saison avec le même nombre total de points que les mauves du RSCA, soit 38 points mais finissent tout de même deuxième avec une moins bonne différence de but de seulement cinq goals.
La deuxième partie du XXe siècle fut marqué par le quatrième titre de Champion de l'Antwerp FC en 1957, qui reste le dernier titre de Champion de Belgique du Great Old.
L'Antwerp qui a par ailleurs ramené une première Coupe pour la Ville d'Anvers, lors de la saison 1954/1955 où l'Antwerp s'impose largement, 4 à 0 au détriment des limbourgeois du K. Waterschei SV THOR.
Ce fut après au tour du Beerschot VAV de remporter la Coupe de Belgique, en 1971 où les Ours se défit des Canaris du K. Sint-Truidense VV sur le score de 2 à 1, un exploit réédité par le matricule 13 en 1977 où le Beerschot battu le Club Brugge KV.
Alors que pour Berchem Sport, c'est une tout autre chose puisque le club a du mal en Division 1 et passe plusieurs fois de la division 1 à la division 2, soit cinq fois entre 1960 et 1987, et après 41 saisons dans l'élite, le Berchem Sport ne réussit plus à réintégrer l'élite du football belge, où leur plus grands faits d'armes restent trois deuxième place.
Les années 1990 sont marquées par l'arrivée d'un nouveau club anversois au sein de l'élite, le FC Germinal Ekeren mais aussi par la deuxième victoire de Coupe de Belgique de l'Antwerp en 1992, une finale où les anversois furent opposé au KV Mechelen et la remporta aux tirs au but (9-8).
Grâce à ce trophée, le club se qualifie en Coupe d'Europe des vainqueurs de coupe lors de la saison 1993 où The Great Old réalise l'un des plus beaux exploit du football anversois puisqu'après avoir éliminé difficilement les nord irlandais du Glenavon FC aux tirs au but en seizième de finale, puis les autrichiens du VfB Admira Wacker Mödling en huitième finales lors d'une double confrontation très disputés, le club se qualifie en quart de finale face au roumain du Steaua Bucarest où bien que concédant le nul à domicile, le matricule 1 parvient à faire 1 buts par tous et se qualifie grâce à la règle du but à l'extérieur.
En demi-finale, l'Antwerp se retrouve opposé au FK Spartak Moscou où perdant sur le score de 1 à 0 en Russie, l'Antwerp se qualifie en renversant la tendance en s'imposant 3 buts à 1 et se qualifie en finale de la compétition.
Une finale disputée dans le mythique stade de Wembley de Londres, face aux italiens de Parme AC qui ouvrent la marque à la 9e minute via Lorenzo Minotti, Antwerp égalise deux minutes plus tard grâce à Francis Severeyns.
À la 30e, Parme reprend la main en menant 2 buts à 1, les anversois coururent derrière le score lors de la fin de la première et lors de la seconde mi-temps mais Stefano Cuoghi enterre définitivement les espoirs des Belges et remporte la Coupe d'Europe sur le score de 3 à 1.
Depuis ce jour, l'Antwerp reste le dernier club belge à s'être hisser jusqu'en finale d'une Coupe d'Europe.

### 1993-2013: Le déclin
Ces années 1990 est aussi marqué par la venue du matricule 3530, le FC Germinal Ekeren qui, un peu comme l'Antwerp a vécu de fastes années 90, en effet, marqué tout d'abord par la montée du club en Division 1 en 1989, puis la finale de la Coupe de Belgique, en 1997 où, opposé au RSC Anderlecht, le Germinal s'impose 4 buts à 2 et remporte son premier trophée.
Le Germinal profitera aussi de ce qui est pourtant un triste évènement dans le paysage footballistique anversois, la disparition du matricule 13, en effet le club du K Beerschot VAV disparaît le 12 juin 1999, 82 jours avant son 100e anniversaires, le club étant radié de l'URBSFA pour causes de dettes importantes.
Conséquence directe donc, le FC Germinal Ekeren, autre club anversois, cherchant un state s'installe dans les installations du feu Beerschot VAV, le Stade du Kiel.
Mais se trouvé dans l'ombre de l'ancien, glorieux mais aussi sulfureux, club du Beerschot plâne. Et cela n'est pas du qu'à la simple adaptation du nom, étant donné que le FC Germinal Ekeren change son nom et deviendra le KFC Germinal Beerschot Antwerpen.
Finalement, au fil des saisons, le matricule 3530 récupère de nombreux supporters de l'ancien matricule 13 et parvient à remporter leur seconde Coupe de Belgique en 2005 au détriment cette fois du FC Bruges, 2 buts à 1.
Paradoxalement, l'Antwerp qui s'était hissé jusqu'en finale européenne a du mal à rester dans l'élite, relégué en 1998, le matricule 1 passe deux saisons dans l'antichambre de l'élite avant de remonter mais se refait rétrogradé, lors de la saison 2003/2004.
Tandis que de son côté, en 2011, le Koninklijke Football Club Germinal Beerschot Antwerpen change son nom en Koninklijke Beerschot Antwerpen Club, laissant tombé le Germinal.
Une nouvelle période marqué par le changement du nom qui sera de courte durée car lors de la saison 2012-2013, celui-ci finit à la 15e place, ce qui signifie les Playoffs 3, contre le Cercle Bruges KSV. Après 4 matchs, le club est relégué. Le Beerschot ne reçoit sa licence pour le football rémunéré, indispensable pour évoluer dans les deux plus hautes divisions nationales, et est automatiquement relégué en Division 3. Le club anversois, miné par les problèmes financiers, dépose le bilan et son matricule est radié par l'Union Belge.
Quant à Berchem Sport, des problèmes financiers apparaissent. Le club rétrograde lentement et se retrouve même en première provinciale au cours de la saison 2000-2001.

### Depuis 2013: Réémergence
Mais un nom comme le Beerschot ne peut être effacé aussi facilement de la carte du football belge, un club qui compte plusieurs milliers de fan. C'est pour cela qu'en 2013, après un feuilleton qui secoua et passionna le football anversois pendant plusieurs semaines, la formation anversoise du Koninklijke Football Club Olympia Wilrijk, matricule 155 change officiellement son nom en Koninklijke Football Club Olympia Beerschot Wilrijk.
C'est le troisième matricule se nommant "Beerschot", le club qui se trouvait alors en P1 anversoise (5e niveau), se retrouve à l'issue de la saison 2016-2017 en D1 B (2e niveau) une ascension marqué par quatre montées consécutives.
Depuis cette fusion, le matricule 155 a gardé ses couleur de l'Olympia, à savoir jaune et bleu mais évolue en alternance avec les couleurs historiques du Beerschot, en mauve et blanc.
À noter que le club a repris les installations du Beerschot, le mythique stade olympique d'Anvers, le Kiel.
Alors que ces dernières années furent agiter du côté du Beerschoot, elles sont paradoxalement assez stable pour l'autre grand club de la Métropole.
En effet, The Great Old n'a pas bougé de sa division depuis sa relégation en division 2 en 2004, aspirant à retrouver l'élite, l'Antwerp passe des moments difficiles mais cela change en 2015 où l'Antwerp joue enfin la tête de cette division 2 et après une désillusion en 2016, où le club passe tout près de la montée, le matricule 1 retrouve enfin la division 1, après sa victoire contre le KSV Roulers le 11 mars 2017, 13 ans après sa dernière présence parmi l'élite.
Enfin, à l'issue de la saison 2016-2017, le 30 avril 2017, Berchem Sport, dont la santé financière est à nouveau saine mais vit avec un budget restreint, devient champion de la division 2 amateur et monte ainsi en division 1 amateur. Le club ambitionne de monter en D1 B dans les prochaines années. Le club aura un nouveau stade en 2019, au même emplacement.

### Depuis 2000: dans le creux de la vague
- Principaux clubs actuels
  - Royal Antwerp Football Club (évolue en D2 Belge)
  - K Berchem Sport 2004 (évolue en D3 Belge)
  - K Merksem-Antwerpen Noord SC (évolue en Promotion)
  - KFCO Beerschot-Wilrijk (évolue en première provincial)
  - K Rochus Deurne (évolue en deuxième provincial)
  - K Tubantia Borgerhout VK (évolue en quatrième provincial)
  - KSC Maccabi Antwerp (évolue en quatrième provincial)
  - Royal Antwerp Football Club (féminines) (évolue en BeNe League)
- Principaux clubs disparus
  - K Beerschot VAC (disparu en 1999)
  - Antwerp Football Alliance (disparu en 1912)
  - Association sportive Anvers-Borgerhout (disparu avant 1926)
  - Racing Club Anvers-Deurne (disparu en 1933)
  - KRC Borgerhout (disparu en 1960)
  - KSK Hoboken (disparu en 2004)
  - DVC 't Rozeke Antwerpen (disparu en 2003)
  - Beerschot AC Dames
  - K Beerschot Antwerpen Club (disparu en 2013)

## Handball

### Le Sasja et les liègeois
Anvers est réputé pour ses clubs de handball, puisqu'on trouve deux clubs évoluant division 1, l'Olse Merksem HC, une fois champion de Belgique et le KV Sasja HC Hoboken, club ayant évolué le plus de fois en division 1 puisqu'il y monta en 1960 sans jamais en redescendre, au total le club fut six fois champion de Belgique et remporta également six fois la Coupe de Belgique, il remporta aussi la première édition de la BéNé Ligue en 2008.
Du côté des dames, c'est le HV Uilenspiegel Wilrijk, club historique d'Anvers puisqu'il fut huit fois champion de Belgique et remporta une Coupe de Belgique qui fut le plus célèbre dans les années 1960 et 1970. Mais en 2004, le DHW Antwerpen voit le jour. Celui-ci est issu d'une fusion entre la section féminine du HV Uilenspiegel Wilrijk et du KV Sasja HC Hoboken, qui fut avant ça une fois champion de Belgique et remporta une Coupe de Belgique, ces deux clubs fusionnèrent avec le SD Antwerpen pour donner le DHW Antwerpen.
À l'heure actuelle, le DHW Antwerpen est le club premier club féminin à Anvers, il remporta trois fois championnats de Belgique et remporta une Coupe de Belgique mais en septembre 2009, le HV Uilenspiegel Wilrijk reforme une équipe dames, qui en 2013 repasse en division 1.
- Principaux clubs actuels 
  - KV Sasja HC Hoboken (division 1)
  - Olse Merksem HC (division 1)
  - DHW Antwerpen (division 1)
  - HV Uilenspiegel Wilrijk (division 1)
  - HC 'T Noorden (Liga est)
  - HvH Zandvliet

## Autres disciplines
Hockey sur gazon
- Royal Beerschot Hockey Club

Hockey-sur-glace
- Phantoms Deurne (évolue en D1 Belge)
- Olympia IHC
- Brabo IHC

Waterpolo
- Koninklijke Antwerpse Zwemclub Scaldis (évolue en D1 belge)

Natation
- Koninklijke Antwerpse Zwemclub Scaldis

## Softball
- Berendrecht Bears (évolue en D1 Belge)
- K. Deurne Spartans (évolue en D1 Belge)
- K. Borgerhout Squirrels (évolue en D1 Belge)
- K. Deurne Spartans 2 (évolue en D1 Belge)

.